# Ага Дадаш, Кербалай оглы
Ага Дадаш Кербалай оглы (азерб. Ağadadaş Kərbəlayı oğlu; 10 июня 1926, Маштага — 13 декабря 2008, там же) — советский азербайджанский нефтяник, Герой Социалистического Труда (1966). Лауреат Государственной премии СССР (1985).

## Биография
Родился 10 июня 1926 года в селении Маштага близ Баку, столицы Азербайджанской ССР.
В 1940—1944 годах — огородник, бригадир виноградарского совхоза. С 1944 года — рабочий, помощник бурильщика, бурильщик, с 1948 года — буровой мастер конторы бурения «Лениннефть». С 1958 года — буровой мастер, начальник участка НПУ «Азизбековнефть», с 1960 года — начальник буровой площадки, буровой мастер, с 1969 года — главный инженер буровой площадки треста «Апшеронбурнефть». В 1971—1991 годах — буровой мастер Сангальчского морского управления буровых работ производственного объединения «Каспморнефть».
Ага Дадаш Кербалай оглы проявил себя на работе опытным нефтяником, не останавливающимся перед любыми трудностями. Первые свои трудовые подвиги Ага Дадаш совершал уверенно, набирался опыта у других нефтяников, применял передовую практику. В своей практике нефтяник сталкивался с важным явлением — по мере затупления бурового инструмента скорость проходки резко снижалась, но Ага Дадаш Кербалай оглы на этом не остановился и тщательно изучив все условия, он применил скоростное бурение с заменой бурового инструмента до его заметного износа, что заметно увеличило производительность бурения увеличилась в два-три раза, заодно и сократив простои. В августе 1950 года буровой мастер установил всесоюзный рекорд буровой проходки — 4528 метров на станок-месяц. Несмотря на рост количества мастеров скоростной проходки, Ага Дадаш не останавливался, совершенствуя свои результаты — нефтяник закрепил свой рекорд в 1951 году (5215 метров на станок-месяц). В 1953 году коллектив бригады под руководством Ага Дадаша перевыполнила план, дав сверх него более 3000 пробурённых метров, но несмотря на высокие результаты, бурильщики сэкономили государству денежные средства, уменьшив себестоимость работы на своём участке на 15 процентов. Всего на протяжении пятой пятилетки бригада Ага Дадаша Кербалай оглы пробурила 69 скважин, вместо 62 по плану, а общая проходка составила более 130 тысяч метров. Однако буровой мастер не стоял на месте и стал достигать новых высот на протяжении последующих годов. На протяжении семилетки буровой мастер Ага Дадаш пробурил сверхглубокую скважину глубиной в 7000 метров, на то время не имевшую аналогов в республике. В период одиннадцатой пятилетки бригада, руководимая Ага Дадашем Кербалай оглы достигла наивысших результатов в своём управлении, бригада отличалась от других высоким уровнем технологий, применением в бригаде передовой практики. Скважины, пробуриваемые коллективом отличались высокотехнологичностью, высоким качеством проделанной работы. Бригада Ага Дадаша Кербалай оглы перевыполнила план по бурению скважин 1984 года, дав сверх плана 400 метров.
Указом Президиума Верховного Совета СССР от 23 мая 1966 года за выдающиеся заслуги в выполнении заданий семилетнего плана по добыче нефти и достижение высоких технико-экономических показателей в работе Ага Дадашу Кербалай оглы присвоено звание Героя Социалистического Труда со вручением ордена Ленина и золотой медали «Серп и Молот».
Активно участвовал в общественной жизни Азербайджана. Член КПСС с 1950 года. Депутат Верховного Совета СССР 5-го и 6-го созыва, Верховного Совета Азербайджанской ССР 7-го и 8-го созыва. Делегат XXII и XXIV съезда КПСС, XXVIII съезда КП Азербайджана, где был избран членом ЦК.
В 2002 году удостоен Персональной стипендии Президента Азербайджанской Республики.
Скончался 13 декабря 2008 года в Баку.